# Іригатор
Ірига́тор (інколи, гідромасажер) — це пристрій сангігієни, призначений для догляду за ротовою порожниною. Застосовується для очищення міжзубного простору та зубоясневої складки. Міцний пульсувальний тиск води масажує ясна та всю ротову порожнину, поліпшуючи кровообіг.
Спеціальний пристрій насадки дозволяє струменю води досягти області, недоступної при чищенні звичайною зубною щіткою чи ниткою. Іригатор особливо необхідний та зручний для догляду за протезами зубів, коронками та різного виду зубними апаратами (включаючи апарати виправлення прикусу).

## Види
- Стаціонарний
- Мобільний (портативний):
  - дротовий
  - бездротовий

За кількість потоків:
- Одноструменевий
- Багатоструменевий

За характером потоку:
- Пульсувальний струмінь
- Постійний струмінь

## Використання
Найчастіше, у медицині, іригатор застосовують у стоматології: підійде для профілактики здоров'я зубів і ясен. Стоматологи рекомендують його для вагітних для уникнення гінгівіту (що може призвести до передчасних пологів).[джерело?] Стане в пригоді для тих, у кого брекет-системи, імпланти, так само для більш якісного догляду для очищення ротової порожнини.
Також застосовують іригатори:
- у хірургії (трубка-іригатор)[2] та іриґатор прискавка[3].
- у ЛОР, оральні іригатори використовувалися для видалення «каменів з мигдаликів» («тонзилолітів»)[4]

## Історія виникнення
Перший іригатор для ротової порожнини був розроблений в 1962 році зубним лікарем і інженером з містечка Форт-Коллінс. З тих пір було виконано понад 50 наукових
досліджень іригаторів. Прилад був протестований і показав ефективність у випадках пародонтиту, а також гінгівіту, діабету, ортодонтичних пристосувань, коронок і імплантатів.
Найбільш наочним ефектом застосування іригатора для порожнини рота є надзвичайно ефективна терапія кровотеч і гінгівіту. Недавні дослідження показали, що іригатор перевершує зубну нитку як в зниженні кровотечі, так і в зменшенні зубного нальоту.
Систематичний огляд 2008 року вказує на те, що застосування іригатора разом з зубною щіткою не дає переваги у вигляді зменшення зубного
нальоту, однак може поліпшити здоров'я ясен. В ході дослідження, проведеного в Південно-Каліфорнійському університеті, було виявлено, що секундна обробка пульсувальною водою (при 1200 пульсаціях в хвилину) при середньому тиску (490 кПа) видаляє 99,9% зубного нальоту біоплівки оброблених ділянок. Клінічна ефективність була показана при використанні середніх параметрів потужності і вище.